# Mistrz z Moulins

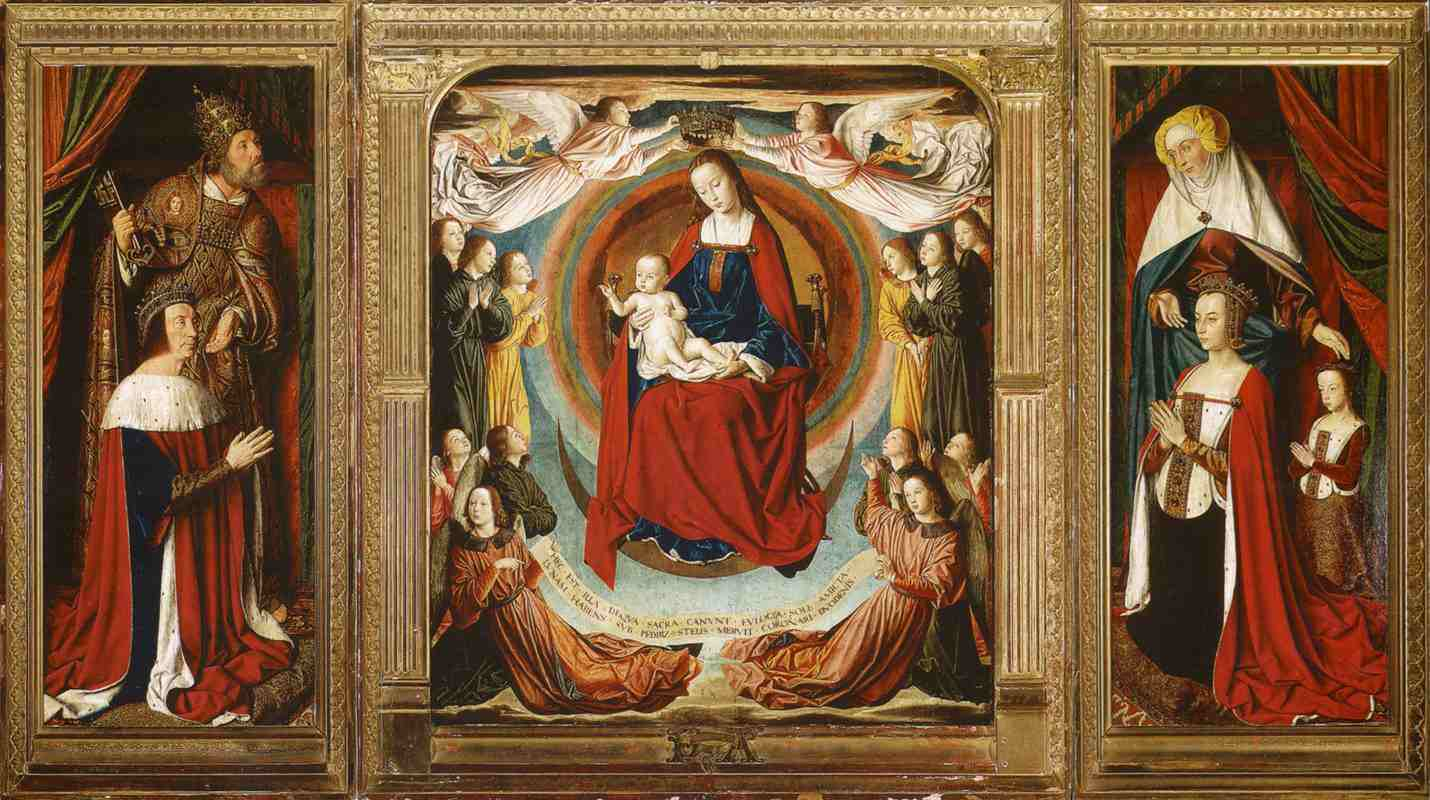
Tryptyk z Moulins, ok. 1498

Mistrz z Moulins (ur. 1455, zm. po 1505) – anonimowy malarz francuski, reprezentant sztuki późnego gotyku.
Artysta czynny w latach 1483–1505, był związany z dworem książąt Burbonii. Jego najbardziej znanym dziełem jest tryptyk z katedry w Moulins. Środkowa część dzieła przedstawia Matkę Boską z Dzieciątkiem w otoczeniu aniołów, natomiast na skrzydłach namalowane zostały postacie donatorów, księcia Pierre`a II de Bourbon i Anny de France. Na rewersie tryptyku namalowana została scena Zwiastowania, wykonano ją techniką en grisaille.
Analiza Tryptyku z Moulins pozwoliła przypisać autorowi kilkanaście innych prac, m.in. Madonnę z Dzieciątkiem, Zwiastowanie, Magdalenę z donatorką i Portret kardynała Karola II de Bourbon. Twórczość Mistrza z Moulins cechują związki ze sztuką niderlandzką, szczególnie widoczny jest wpływ Hugo van der Goesa oraz francuskiego malarza tablicowego Jeana Fouqueta. Prace artysty odznaczają się prostą i harmonijną kompozycją, realistyczną formą i żywą kolorystyką. Przedstawiane postacie są zindywidualizowane, ich twarze zwykle cechuje wyrazistość i spokój.
Pomimo licznych badań i analiz do końca XX wieku nie udało się jednoznacznie ustalić tożsamości Mistrza z Moulins, próbowano identyfikować go m.in. z Jeanem Perréalem i Jeanem Prévostem, jednak próby te nie spotkały się z powszechną akceptacją historyków sztuki. Publikacje z początku XXI wieku wskazują, że Mistrz z Moulins nazywał się Jean Hey i był Flamandem.